# The Score
The Score er en amerikansk film fra 2001 instrueret af Frank Oz.

## Medvirkende
- Robert De Niro – Nick Wells
- Edward Norton – Jack Teller
- Marlon Brando – Max
- Angela Bassett – Diane